# Sainte Marie, Illinois
Sainte Marie är en ort i Jasper County i delstaten Illinois, USA.